# ماريو تنس إيسس
ماريو تنس إيسس (بالإنجليزية: Mario Tennis Aces)‏ (باليابانية: マリオテニス エース)، هي لعبة فيديو من تطوير ستوديو كامالوت سوفتوير بلانينغ، ومن نشر نينتندو، ستصدر اللعبة يوم 22 يونيو 2018، والتي تعمل حصرا لنظام التشغيل نينتندو سويتش، وهي لعبة فيديو رياضة التنس.

## الموقع الخارجي
الموقع الرسمي